# Championnats d'Amérique du Nord de patinage artistique 1925
Navigation
Édition précédente Édition suivante
Les 2e championnats d'Amérique du Nord de patinage artistique ont lieu les 4 et 5 mars 1925 à Boston dans l'État du Massachusetts aux États-Unis.
Trois épreuves y sont organisées: messieurs, dames et couples artistiques. La catégorie des quartettes est absente de cette édition.
Il n'y a que deux compétiteurs dans la catégorie des Messieurs, et deux couples dans la catégorie des couples artistiques.

## Podiums
| Épreuves                      | Or                                       | Argent                          | Bronze                 |
| ----------------------------- | ---------------------------------------- | ------------------------------- | ---------------------- |
| Messieurs résultats détaillés | Melville Rogers                          | Nathaniel Niles                 |                        |
| Dames résultats détaillés     | Beatrix Loughran                         | Cecil Smith                     | Theresa Weld-Blanchard |
| Couples résultats détaillés   | Theresa Weld-Blanchard / Nathaniel Niles | Gladys Rogers / Melville Rogers |                        |

## Tableau des médailles
| Rang  | Nation     | Or | Argent | Bronze | Total |
| ----- | ---------- | -- | ------ | ------ | ----- |
| 1     | États-Unis | 2  | 1      | 1      | 4     |
| 2     | Canada     | 1  | 2      | 0      | 3     |
| Total | Total      | 3  | 3      | 1      | 7     |

## Détails des compétitions

### Messieurs
| Rang | Nom             | Pays       |
| ---- | --------------- | ---------- |
| 1    | Melville Rogers | Canada     |
| 2    | Nathaniel Niles | États-Unis |

### Dames
| Rang | Nom                    | Pays       |
| ---- | ---------------------- | ---------- |
| 1    | Beatrix Loughran       | États-Unis |
| 2    | Cecil Smith            | Canada     |
| 3    | Theresa Weld-Blanchard | États-Unis |
| 4    | Lillian Cramer         | États-Unis |
| 5    | Rosalie Knapp          | États-Unis |

### Couples
| Rang | Nom                                      | Pays       |
| ---- | ---------------------------------------- | ---------- |
| 1    | Theresa Weld-Blanchard / Nathaniel Niles | États-Unis |
| 2    | Gladys Rogers / Melville Rogers          | Canada     |